# Mokele-mbembe

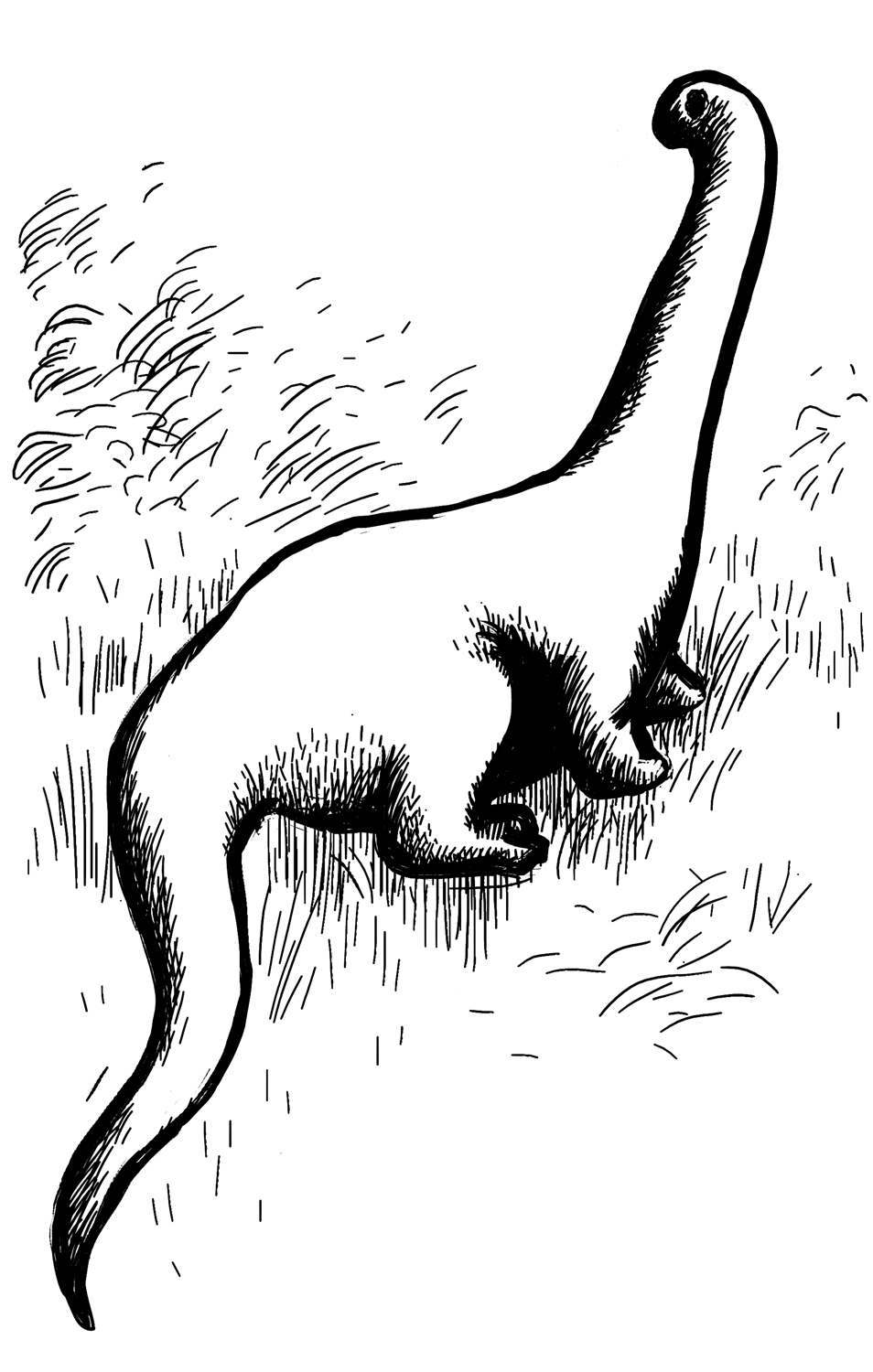
A mokele-mbembe egy ábrázolása, amely a kihalt szauropodákhoz való feltételezett hasonlóságát tükrözi

A mokele-mbembe (más néven "mokèlé-mbèmbé", jelentése lingala nyelven „az, aki megállítja a folyókat”) kriptid vízi lény, létezése nem bizonyított, legendája a Kongó-medence környékéről ered. A beszámolók néha élőlényként utalnak rá, máskor szellemként. Több eredménytelen felfedezőút indult a felkutatására. A próbálkozások számos könyv és dokumentumfilm elkészítéséhez adtak ihletet.
A 20. század elején-közepén a lény a kriptozoológia és a fiatal föld kreacionizmus híveinek középpontjába került, ami számos kriptozoológusok által vezetett és/vagy a fiatal föld-kreacionisták és más csoportok által finanszírozott expedíciót eredményezett azzal a céllal, hogy olyan bizonyítékokat találjanak, amelyek érvénytelenítik vagy ellentmondanak az evolúcióval kapcsolatos tudományos konszenzusnak. Donald Prothero paleontológus megjegyzi, hogy „a Mokele-Mbembe keresése … része a kreacionisták azon törekvésének, hogy minden lehetséges eszközzel megdöntsék az evolúció elméletét és a természettudományos tanítást”. Továbbá megjegyezte, hogy „akik a Mokele-mbembét keresik, lelkes kreacionisták, nem pedig tudósok”.
A legtöbb szakértő úgy véli, hogy a mokele-mbembe alakját valószínűleg a keskenyszájú orrszarvú ihlette, amely egykor a területen élt. Edward Guimont történész azt állította, hogy a mokele-mbembe mítosza a Nagy-Zimbabwéról szóló korábbi áltudományos állításokból nőtt ki, és befolyásolta a későbbi hüllő-összeesküvés-elméletet.

## Jellemzői
A Kongó környéki hagyományok szerint az élőlény egy szárazföldi növényevő, mérete egy kisebb elefántéhoz vagy egy nagyobb vízilóéhoz hasonló. Az állítások szerint a Tele tó környékén található, szereti a mély vizet, és a helyi szóbeszéd szerint kedvenc helyei a folyókanyarulatok.
Az állat külső jegyeinek leírása nagyon változatos. Egyes legendák szerint elefántszerű teste, hosszú nyaka, farka és kis feje van, ez alapján hasonlíthat a kihalt sauropodákhoz. Más leírások szerint inkább elefánthoz, orrszarvúhoz, más jól ismert állatokhoz hasonlít. Általánosságban szürkésbarna színnel jellemzik. Némely legendákban, mint például Boha faluban, inkább szellemként írják le, mint hús és vér élőlényként.
Roy Mackal biológus – aki két sikertelen expedícióban is részt vett az élőlény felkutatására – úgy véli, valószínűleg a mokele-mbembe egy hüllő. Mackal szerint az összes élő hüllő közül az iguana és a varánuszfélék állnak a legközelebb ehhez a lényhez, bár 5-9 méteres hosszúságával a mokele-mbembe bármely létező hüllő méretét túlszárnyalná.
A BBC/Discovery Channel Congo című 2001-es dokumentumfilmjében interjút készített egy törzs számos olyan tagjával,[pontosabban?] akik egy orrszarvú fotóját a mokele-mbembével azonosították. Az afrikai orrszarvúnak egyik fajtája sem honos a Kongó-medencében, és a mokele-mbembe talán egy mitológia és a népi hagyományok egy keveredésének eredménye csak abból az időből, amikor még éltek orrszarvúk arrafelé.

## Története

### 20. század
Az első jelentés a mokele-mbembe-ről Ludwig Freiherr von Stein zu Lausnitz német kapitánytól származik, ahogyan Willy Ley leírja a "the Lungfish and the Unicorn (1941)" című könyvében. Von Stein 1913-ban kapta a megbízást a mai Kamerun területén lévő német gyarmatok felmérésére. Hallott történeteket egy hatalmas hüllőről, a „mokele-mbembé”-ről, amely állítólag a dzsungelben élt, és hivatalos jelentésébe beleírt egy leírást. Ley szerint "von Stein a legnagyobb óvatossággal fogalmazta meg jelentését, mert tudta, hogy hihetetlennek tarthatják." Ennek ellenére von Stein úgy vélte, hogy a mesék hitelesek: megbízható bennszülött vezetők mesélték neki a történeteket, és független forrásokból is hallott beszámolókat, mégis számos azonos részlet volt a leírásokban. Bár von Stein jelentését hivatalosan soha nem tették közzé, Ley idézte von Stein írását:
"Az állat állítólag barnásszürke színű, sima bőrű, legalábbis olyan, mint egy vízilóé, megközelítőleg elefánt méretű. Állítólag hosszú és nagyon hajlékony nyaka van, és van egy nagyon hosszú foga, egyesek szerint szarv. Néhányan hosszú, izmos farkáról beszéltek, mint egy krokodilé. A közelébe érkező kenuk állítólag halálra vannak ítélve; mert az állat azonnal megtámadja azokat, és megöli az embereket, de nem eszi meg a testeket. A lény állítólag a folyó által kimosott barlangokban él, amelyeket a folyó a part agyagjában, éles kanyarokban alakított ki. Nappal is felmászik a partra, hogy táplálékot keressen; tápláléka kizárólag növényi eredetű. A kedvelt növényt megmutatták nekem, ez egy liánféle, nagy fehér virágokkal, tejszerű nedvvel és almaszerű termésekkel. A Ssombo folyónál mutattak nekem egy ösvényt, amelyet állítólag ez az állat járt be, hogy táplálékához jusson. Az ösvény friss volt, és a közelben a leírt típusú növények voltak. De mivel túl sok volt az elefántok, vízilovak és más nagy emlősök nyoma, lehetetlen volt bármilyen bizonyossággal kivenni egy adott nyomot."
Brian Dunning szerint azonban Wilhelm Bölsche tudományos szerző 1929-ben megjelent, Dragons: Legend and Science című könyvében Bölsche azt írta, hogy von Stein egyértelműen úgy vélte, hogy a leírt lény nem egy valódi állat, hanem nem több, mint helyi legenda.

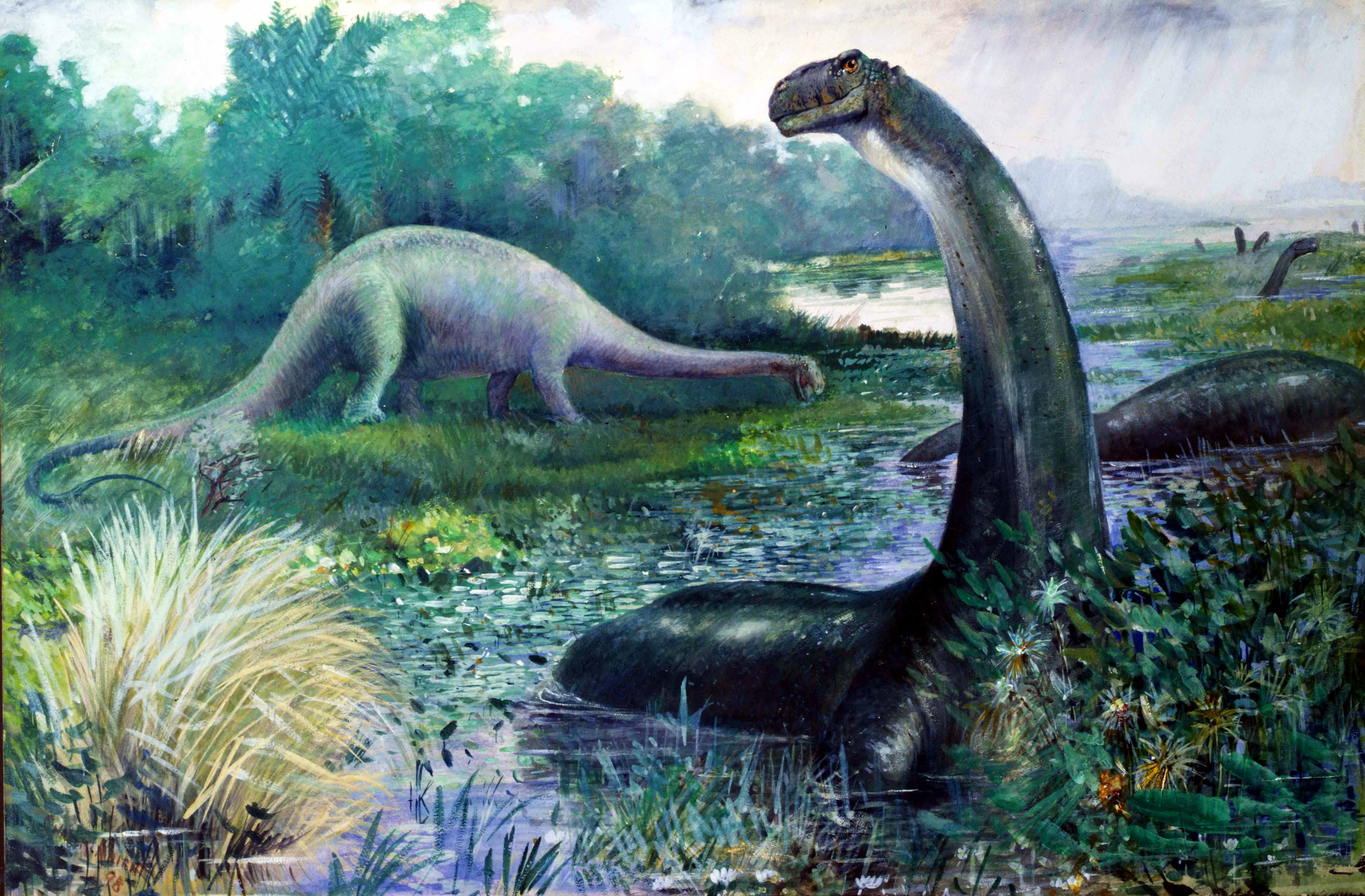
Charles R. Knight 1897-es, elavult restaurációja egy mocsárban élő Brontosaurus-ról; az ehhez hasonló ábrázolások befolyásolhatták a mítoszt.

Paul Graetz német volt hadnagy és kalandor 1911-es beszámolója szerint:
"A krokodil csak nagyon elszigetelt példányokban fordul elő a Bangweulu-tóban, kivéve a nagy folyók torkolatánál északon. A mocsárban él a bennszülöttek által nagyon rettegett nsanga, egy hüllő, amelyet könnyen összetéveszthetnénk a krokodillal, ha bőrének nem lenne pikkelye, és lábujjai karmokkal lennének felfegyverkezve. Nem sikerült lelőnöm egy nsangát, de Mbawala szigetén találtam néhány csíkot a bőréből."
A mokele-mbembéhez hasonló lényekről, élő dinoszauruszokról vagy az afrikai esőerdőben élő, tudományosan nem azonosítható nagyméretű lényekről szóló mesék nem ritkák; többször is elhangzott már, hogy Közép-Afrikában még mindig élnek nagy, sima bőrű, hosszú nyakú, nagy méretű négylábú állatok. Csak a mokele-mbembe leírásának felbukkanása után kezdte el a világ többi része úgy értelmezni ezeket a legendákat, mint amelyek dinoszauruszszerű testfelépítéssel rendelkeznek. Egy figyelemre méltó példa erre az emela-ntouka, egy elefánt méretű lény, amely sok hasonlóságot mutat a mokele-mbembével. A leírások szerint sima bőrrel, erős és izmos farokkal, valamint "szarvval" vagy "foggal" rendelkezik. Egy másik hasonló lényt, a jago-nini-t Alfred Aloysius Smith írta le, aki a 19. század végén egy brit kereskedelmi társaságnak dolgozott a mai Gabon területén, és 1927-es emlékiratában röviden megemlíti.
Az Afrikából származó, dinoszauruszszerűnek leírt lényekről szóló jelentések a tömegmédiában csak kisebb szenzációt keltettek, és az 1910-es évek elején az európai és észak-amerikai újságok számos cikket közöltek a témában; egyesek komolyan vették a jelentéseket, míg mások szkeptikusabbak voltak. Figyelemre méltó, hogy Nyugat-Európában és Amerikában éppen akkoriban zajlott a dinoszauruszok iránti popkulturális érdeklődés, amelyek közül a Brontoszaurusz volt az egyik legnépszerűbb. Ez a kulturális irányzat is hozzájárulhatott mind a jelentésekhez, mind pedig ahhoz, hogy az újságok hajlamosak voltak azt állítani, hogy a bejelentett fenevad egy sauropoda volt.
A 20. században több, tudományosan változó hitelességű expedíciót is indítottak a mokele-mbembe felkutatására vagy állítólagos szemtanúk kikérdezésére. Henry Powell felfedező és Roy Mackal biológus 1980-ban és 1981-ben is ellátogatott a Kongó vidékére, és interjúkat készített a bennszülött lakosokkal. Nem találtak közvetlen bizonyítékot, de ennek ellenére azt állították, hogy az állítólagos szemtanúk egybehangzó állításai alátámasztják a lény létezését. Mackal 1987-ben könyvet adott ki expedícióiról. Elismerte, hogy vizsgálatát "némi romantika árnyalta", de ragaszkodott ahhoz is, hogy komoly tudományos szándéka volt. Prothero szerint a Powell-Mackall-expedíció szinte egyedül népszerűsítette a nyugatiak körében a mokele-mbembe modern fogalmát, mégis komoly hibákat tartalmazott. Mackal virológiai képzettséggel rendelkezett, ami vitathatóan nem tette alkalmassá egy nagy, egzotikus lény felkutatására; és úgy tűnt, hogy Mackal kritikátlanul elfogadta a szemtanúk vallomásait anélkül, hogy figyelembe vette volna annak lehetőségét, hogy az emberek hazudnak vagy túlzásokba esnek anyagi haszonszerzés, figyelemfelkeltés vagy egy amerikai látogató lenyűgözése érdekében. Továbbá Mackal elutasítóan nyilatkozott azokról az afrikaiakról, „akik tagadták a mokele-mbeme ismeretét, vagy akik azt állították, hogy a lény nem létezik”. Marcellin Agnagna zoológus elmondta, hogy 1983-ban filmet készített a mokele-mbeméről, de a felvétel nem alakult ki megfelelően. Prothero "gyanúsnak" nevezi a történetet, megjegyezve, hogy Agnagna beszámolójának kritikus részletei megváltoztak, és egyiket sem támasztották alá más tanúk. William "Billy" Gibbons skót felfedező 1985-ben és 1992-ben két expedíciót vezetett, bár Prothero kreacionistaként megkérdőjelezi indítékait, és úgy jellemzi Gibbons-t, hogy még az alapvető tudományos elveket sem követi. Rory Nugent újságíró Dobok a Kongó mentén című könyve: a Mokele-Mbembe, az utolsó élő dinoszaurusz nyomában című könyve 1993-ban jelent meg a Houghton Mifflin kiadónál. Nugent könyvében szerepelt egy fénykép, amelyről azt állította, hogy valószínűleg a mokele-mbembe, de Prothero szerint inkább egy úszó fatörzs.

### 21. század
2001-ben a BBC Kongó című, a régió természetrajzáról szóló televíziós dokumentumfilm-sorozata interjút készített a Biaka néppel, akik egy vadon élő állatokról szóló illusztrált kézikönyv alapján a mokele-mbembe-t orrszarvúként azonosították. Azonban az afrikai orrszarvú egyik faja sem gyakori a Kongó-medencében, így a mokele-mbembe a mitológia és a népi emlékezet keveréke lehet abból az időből, amikor az orrszarvúak még előfordultak a területen.
2016-ban egy dél-afrikai stáb dokumentumfilmet készített a mokele-mbembe kereséséről, amelyet később eladtak a Discovery Africa számára. A csapat nagyjából négy hetet töltött a Likuoala mocsárvidéken, ahol különböző aka (egy pigmeus népcsoport) falvakat látogattak meg, és történeteket gyűjtöttek a lény létezéséről. Rámutattak arra, hogy nehéz különbséget tenni aközött, hogy a mokele-mbembét élő állatként vagy szellemként képzelik el. Olyan emberekkel készítettek interjút, akik hittek a jelenlétében, mások viszont azt állították, hogy legalább egy évtizede meghalt.
2018-ban Knuthenborg Lensgreve, Adam Christoffer Knuth, a Dán Rádió forgatócsoportjával és egy DNS-kutatóval együtt a kongói Tele-tóhoz utazott a mokele-mbembe keresésére. Nem találták meg a kriptidet, viszont találtak egy új zöldalga-fajt.

## Elméletek
A tárgyi bizonyítékok hiánya és az egymásnak ellentmondó beszámolók miatt a tudósok és történészek nagy többsége kétségbe vonta a lény létezését. A legésszerűbb és legelfogadottabb magyarázat szerint a mokele-mbembe csupán egy legenda, amelynek alapja a keskenyszájú orrszarvú, egy emlősfaj, amely valaha közép-Afrikában élt, azon a területen, ahonnan a mokele-mbembe-ről szóló történetek erednek. Ben Radford szkeptikus szerint a lény eredete Carl Hagenbeck zoológus 1909-ben megjelent beasts and men című könyvére (magyarul emberek és szörnyetegek-nek lehetne lefordítani) vezethető vissza. Hagenbeck a nemrég felfedezett dinoszauruszcsontok alapján azt feltételezte, hogy a sauropodák egyes fajai még mindig élhetnek Afrikában. Bár a legendákon kívül más bizonyítékot nem szolgáltatott, az állításokat a sajtó, köztük a the washington post is terjesztette. Daniel Loxton és Donald Prothero azt állította, hogy „ez elindította azt, amivel a mokele-mbembe modern kriptozoológiai legendává vált”. Arra a következtetésre jutottak, hogy a szörnyről szóló beszámolók nem kézzelfogható bizonyítékok vagy a lénnyel való találkozásról szóló valódi, első kézből származó beszámolók eredményei, hanem inkább „számos, egymástól távol eső régiókból származó, kreatívan változatos történet keveréke”. A lény létezését alátámasztó bizonyítékok hiánya, annak ellenére, hogy több évszázados nyugati kapcsolatfelvétel történt a térséggel, számos expedíció indult az állat keresésére, valamint időszakos légi és műholdas megfigyelések, amelyek során elefántokat és más nagytestű állatokat észleltek – de sauropodákat nem – mind a mokele-mbembe létezése ellen szólnak.

## Kutatók, kutatások
- 1776: Liévin-Bonaventure Proyart, francia hittérítő[30] – művében említi az állatot, annak nyomaival találkozott
- 1909: Carl Hagenbeck(wd), vadász[12]:270.o[31]
- 1911–1912: Paul Graetz 2. afrikai expedícióján „Nsanga” néven említi[32][12][33][34][35]
- 1913: Freiherr von Stein zu Lausnitz, német kapitány
- 1919–1920: Smithsonian Intézet
- 1927: Alfred Aloysius Smith
- 1932: Ivan T. Sanderson, zoológus
- 1938: Leo von Boxberger, felfedező
- 1939: Ilse von Nolde
- 1966: Yvan Ridel
- 1976: James H. Powell Jr.
- 1979: James H. Powell Jr.
- 1979: Eugene Thomas atya
- 1980: Roy P. Mackal – James H. Powell Jr.
- 1981: Roy P. Mackal – Jack Bryan
- 1981: Herman Regusters, amerikai mérnök
- 1983: Marcellin Agnagna, kongói zoológus
- 1985: Rory Nugent
- 1985–1986: Kongó-művelet
- 1986: Ronald Botterweg, holland biológus és három társa
- 1988: Japán expedíció
- 1989: O'Redmond O'Hanlon, brit író
- 1992: Második Kongó-művelet
- 1998: Extreme Expeditions
- 1999: J. Michael Fay, biológus és Afrika-kutató
- 2000: Extreme Expeditions, William Gibbons
- 2001: CryptoSafari és a British Columbia Scientific Cryptozoology Club (BCSCC) csapatai
- 2006: Milt Marcy Expedition – Milt Marcy, Peter Beach, Rob Mullin, Pierre Sima
- 2006: National Geographic, 2006. májusi Super Snake című epizódja
- 2008: A SyFy Destination Truth című sorozatának 2008. márciusi epizódja
- 2009: A History Channel MonsterQuest című sorozatának 2009. márciusi epizódja

## A popkultúrában
- Az Aljechin-védelem egy meglehetősen hátrányos sorát nevezték el a lényről: "mokele-mbembe variáció".[36]
- A mokele-mbembe szerepel a kémkutyák titkos aktái "Earnest" című epizódjában. Az Earnest által elkapott lények között.
- A mokele-mbembe legendája ihlette Bill Norton amerikai filmrendező Pici – Az elveszett legenda titka című 1985-ös kalandfilmjét. Egy tudós amerikai házaspár afrikai útján találkozik a lényekkel, akik valójában békés brontosaurusok.
- Az 1989-es, Carl Potts és Jim Lee tollából származó African Saga, Ismeretlen állatok/veszélyeztetett fajok nyomában című Marvel képregényben (a megtorló, háború 6-#7 szám), Farkas és Megtorló megállít egy orvvadászbandát, akik mokele-mbembe után kutatnak.
- Az 1994-es Uncharted Waters: New Horizons című játékban a mokele-mbembe a Kongó folyóban fedezhető fel.
- A 2010-es Metal Gear: Peace Walker című videojátékban a mokele-mbembe egyike azoknak a dinoszaurusznak mondott kriptideknek, amelyekről Chico karaktere mesél a nagy főnöknek.
- 2013 májusában a norvég kísérleti zenei formáció, a Sturle Dagsland kiadott egy dalt "mokele-mbembe" címmel.
- Roland Smith kritpidvadászok (cryptid hunters) című regénye a mokele-mbembe keresése és két tojás sikeres visszaszerzése körül forog (az egyetlen ismert felnőtt példányok korábban elpusztultak) a kongói dzsungelből.
- A mokele-mbembe egyike annak a hat kriptidnek, amelyeket Dom Joly humorista és újságíró keresett Ijesztő szörnyek és szuperborzongások (Scary Monsters and Super Creeps) című útikönyvében.
- David Choe koreai-amerikai művész a The Joe Rogan Experience podcast egyik epizódjában azt állította, hogy fiatalemberként Kongóba utazott a Mokele-mbembe keresésére, miután Izraelben egy magazinban olvasott róla.
- A White Wolf Kiadó a sötétség világa (world of darkness) univerzumában a Mokole egy olyan volt-hüllőfaj, amely Gaia "emlékezeteként" szolgál.
- A 2019-es Godzilla 2: a szörnyek királya című filmben említést tesznek egy Mokele-mbembe nevű titánról, bár a filmben nem látható. A lényt azonban látták Szudánban Dzsebel Barkal külvárosban miközben felébred és megszökik, miután Ghidorah király felébresztette a többi 17 titánnal együtt. A lény a film regényváltozatában nagyobb szerepet kap.
- Az SCP Alapítványban a mokele-mbembe az, ahogyan egy Mbochi falu népe nevezi az SCP-1265 egy példányát, pontosabban egy camarasaurus-t. Megemlítik azt is, hogy az Mbielu-Mbielu-Mbielu szintén az SCP-1265 része, viszont az egy kentrosaurus.
- A Ragadozó városok című regényben Kora kapitány léghajóját Mokele Mbembe-nek hívják.
- A Goblin Slayer anime második évadában a kalandorok egy "Mokele Mubenbe" néven emlegetett hatalmas, sauropoda-szerű lénnyel találkoznak, amelynek bőréből lila kristályok állnak ki.

## Fordítás
Ez a szócikk részben vagy egészben  a   Mokele-mbembe című angol Wikipédia-szócikk fordításán alapul.  Az eredeti cikk szerkesztőit annak laptörténete sorolja fel. Ez a jelzés csupán a megfogalmazás eredetét és a szerzői jogokat jelzi, nem szolgál a cikkben szereplő információk forrásmegjelöléseként.